# GDesklets
 (décembre 2022).
Si vous disposez d'ouvrages ou d'articles de référence ou si vous connaissez des sites web de qualité traitant du thème abordé ici, merci de compléter l'article en donnant les références utiles à sa vérifiabilité et en les liant à la section « Notes et références ».
 (décembre 2022).

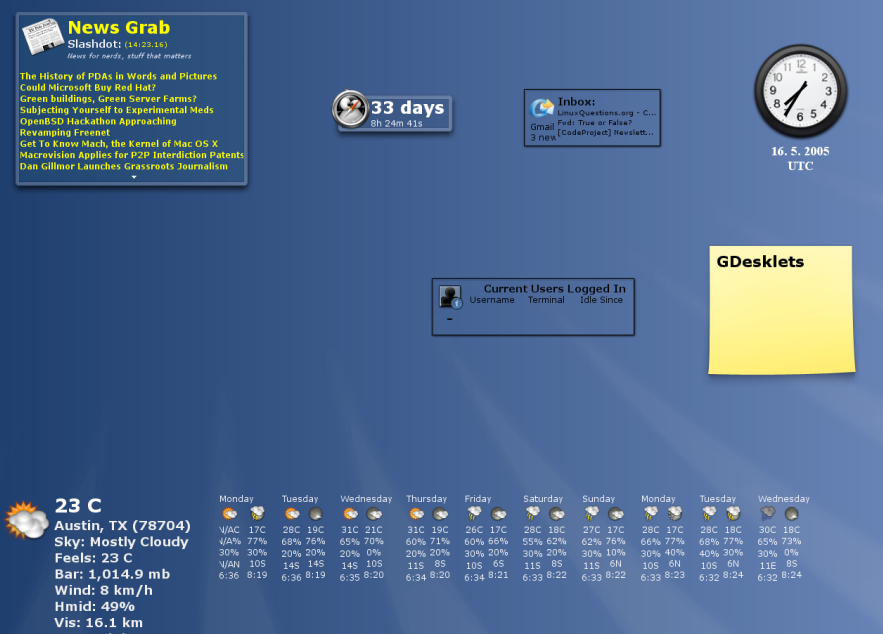
Capture d'écran présentant des widgets de gDesklets.

En informatique, gDesklets est un programme de type Widgets utilisé sous le gestionnaire de bureau GNOME. Il permet d'afficher de petites Widgets sur le fond d'écran.

## Les Widgets
Il existe plusieurs types de Widgets :
- les horloges
- les calendriers
- les bulletins météos
- les contrôleurs d'applications (XMMS et Gaim)
- les notes
- la surveillance du système
- les afficheurs de flux RSS
- les barres de menus animées

## Logiciels équivalents ou similaires
- Voir Widget interactif